# Wir sind die Welle
Wir sind die Welle (bra/prt: Nós Somos a Onda) é uma série de televisão alemã do gênero drama com elementos fantasiosos, que é vagamente baseada no romance The Wave de  Morton Rhue, de 1981. A série foi lançada na Netflix em todo o mundo em 1 de novembro de 2019.

## Sinopse
A série segue um grupo de adolescentes que perseguem o sonho de um futuro melhor, liderados por um novo e misterioso colega de classe. Eles não querem mais esconder sua raiva sobre os males sociais. O que começa como uma revolta idealista e lúdica contra o establishment, mas logo ganha um impulso ameaçador. Mas o objetivo realmente justifica os meios?

## Elenco e personagens
- Luise Befort[3]
- Ludwig Simon[3]
- Michelle Barthel[3]
- Daniel Fried[3]
- Mohamed Issa[3]
- Milena Tscharntke[3]
- Leon Seidel[3]
- Bela Lenz[3]
- Robert Schupp[3]
- Stephan Grossmann[3]
- Kristin Hunold[3]
- Sarah Mahita[3]
- Luis Pintsch[3]
- Bianca Hein[3]
- Christian Erdmann[3]
- Livia Matthes

## Produção
Em 18 de abril de 2018, a Netflix anunciou a série como parte de seu evento See What's Next in Rome, que na época ainda era o título de trabalho Die Welle. As filmagens da primeira temporada duraram de 11 de fevereiro de 2019 a 6 de maio de 2019 e ocorreram em várias cidades da Renânia do Norte-Vestfália, incluindo Colônia, Hürth, Leverkusen, Düren, Euskirchen, Neuss, Wuppertal, Solingen, Gelsenkirchen, Remagen e Bonn.
A série foi produzida pela Rat Pack Filmproduktion em colaboração com a Sony Pictures Film und Fernseh Produktion. Os roteiros são de Ipek Zübert, Kai Hafemeister e Thorsten Wettcke, sob a autoria de Jan Berger. A série é dirigida por Anca Miruna Lăzărescu e Mark Monheim. O produtor executivo é Dennis Gansel.